# Somasteroidea
Somasteroidea är en utdöd klass av tagghudingar. Somasteroidea ingår i fylumet tagghudingar och riket djur.
Klassen innehåller bara ordningen Goniactinida.
Klassens medlemmar uppkom under äldre ordovicium och de dog ut under devon. De var avplattade och hade fem segment så att de liknade en femhörning eller en stjärna. Uppskattningsvis levde arterna i havet och det antas att de hade viss förmåga till rörelse.